# Euploea vulcanica
Euploea vulcanica är en fjärilsart som beskrevs av Rothschild 1915. Euploea vulcanica ingår i släktet Euploea och familjen praktfjärilar. Inga underarter finns listade i Catalogue of Life.